# Hunter (canção de Dido)
"Hunter" é o terceiro single da cantora Dido e também do seu álbum No Angel. Foi escrita e produzida pela própria e Rollo Armstrong. Alcançou o top 10 de países como Portugal e Grécia.

## Videoclipe
O vídeo, realizado por Matthew Rolston, toma lugar numa cidade numa noite de lua cheia. No vídeo, Dido está a perseguir a sua sósia pela cidade. Intercalado, há imagens de Dido a cantar numa varanda, num salão de jogos e num parque de diversões subaquático. O vídeo termina com Dido a apanhar a sua sósia num túnel, onde ambas se abraçam.

## Faixas
CD 1
1. "Hunter" (Versão do álbum) (3:56)
2. "Hunter" (MJ Cole Remix) (6:09)
3. "Take My Hand" (Rollo & Sister Bliss Remix) (8:03)

CD 2
1. "Hunter" (Versão do álbum) (3:56)
2. "Hunter" (FK-EK Vocal Mix) (7:02)
3. "Take My Hand" (Brothers in Rhythm Remix)

## Desempenho

### Posições
| Tabelas musicais (2001)                | Melhor posição |
| -------------------------------------- | -------------- |
| Australian Singles ARIA Charts         | 21             |
| Dutch Singles Chart                    | 47             |
| French Singles Chart                   | 37             |
| Mexican Top 100 Singles Chart          | 18             |
| New Zealand Singles Chart              | 18             |
| Russian Singles Chart                  | 2              |
| Spanish Singles Chart                  | 13             |
| Swiss Singles Chart                    | 32             |
| UK Singles Chart                       | 8              |
| U.S. Billboard Hot Dance Club Play     | 5              |
| U.S. Billboard Hot Adult Top 40 Tracks | 9              |
| Portuguese Singles Chart               | 8              |